# Grandes códices unciais
Grandes códices unciais ou quatro grandes unciais são os únicos códices unciais sobreviventes que contém (ou originalmente continham) o texto completo do Antigo e do Novo Testamento da Bíblia em grego koiné.

## Descrição
Apenas quatro grandes códices sobreviveram até os dias atuais: Codex Vaticanus, Codex Sinaiticus, Codex Alexandrinus e o Codex Ephraemi Rescriptus. Embora descobertos em épocas e lugares diferentes, os quatro compartilham muitas similaridades entre si. Foram escritos em um estilo específico de caligrafia utilizando letras maiúsculas e em scriptio continua (sem espaços entre as palavras). Embora não inteiramente ausentes, há poucas ocorrências destas separações nos manuscritos e as palavras não necessariamente terminam na mesma linha que começaram. Todos estes manuscritos foram produzidos com um alto custo material e em horas de trabalho por escribas profissionais escrevendo em papel velino. Quatro folhas formavam um caderno e o tamanho delas é muito maior do que as dos códices em papiro:
- Vaticanus – 27 x 27 cm; c. 325–350
- Sinaiticus – 38,1 x 34,5 cm; c. 330–360
- Alexandrinus – 32 x 26 cm; c. 400–440
- Ephraemi – 33 x 27 cm; c. 450

O Codex Vaticanus utiliza o sistema mais antigo para divisão do texto dos evangelhos. Sinaiticus, Alexandrinus e Ephraemi utilizam as seções amonianas com referências aos cânones eusebianos. Alexandrinus e Ephraemi também utilizam uma divisão em grandes seções, conhecidas como "κεφάλαια" ("capítulos"). Alexandrinus é o mais antigo manuscrito a utilizá-los. Vaticanus está escrito num estilo mais arcaico que os demais manuscritos. Não há ornamentação e nem letras capitulares nele e nem no Sinaiticus, mas sim no Alexandrinus. Vaticanus não tem nenhuma introdução ao Livro dos Salmos, o que se tornou um padrão depois de 325 a.C. e ela já aparece tanto no Sinaiticus quanto no Alexandrinus. Os quatro apresentam ordenações diferentes dos livros.
No século XIX, o Codex Bezae também foi incluído no grupo dos grandes unciais(F. H. A. Scrivener, Burgon). Segundo Dean Burgon, os cinco grandes unciais, também conhecidos por sua notação técnica — Sinaiticus (א ou "Aleph"), Alexandrinus (A), Vaticanus (B), Ephraemi (C) e Bezae (D) — foram resultado de inovações, um ponto de vista não suportado pelo consenso acadêmico da moderna crítica textual do Novo Testamento.
Alexandrinus foi o primeiro dos grandes manuscritos a se tornar disponível para os estudiosos. Ephraemi Rescriptus, um palimpsesto, foi descrito por Tischendorf entre 1840 e 1841 e publicado por ele entre 1843 e 1845, mas é considerado o mais negligenciado dos grandes unciais.
Sinaiticus foi descoberto pelo mesmo Tischendorf em 1844 durante uma visita ao Mosteiro de Santa Catarina, na península do Sinai. Seu texto foi publicado em 1862. Vaticanus está na Biblioteca do Vaticano desde pelo menos o século XV, mas só se tornou amplamente disponível depois que uma versão fotográfica facsimile do manuscrito todo foi publicada por Giuseppe Cozza-Luzi entre 1889 e 1890 em três volumes.
Já se especulou que tanto o Sinaiticus quanto o Vaticanus seriam parte de uma uma encomenda do imperador romano Constantino de cinquenta cópias da Bíblia.